# Série de championnat de la Ligue américaine de baseball 2013

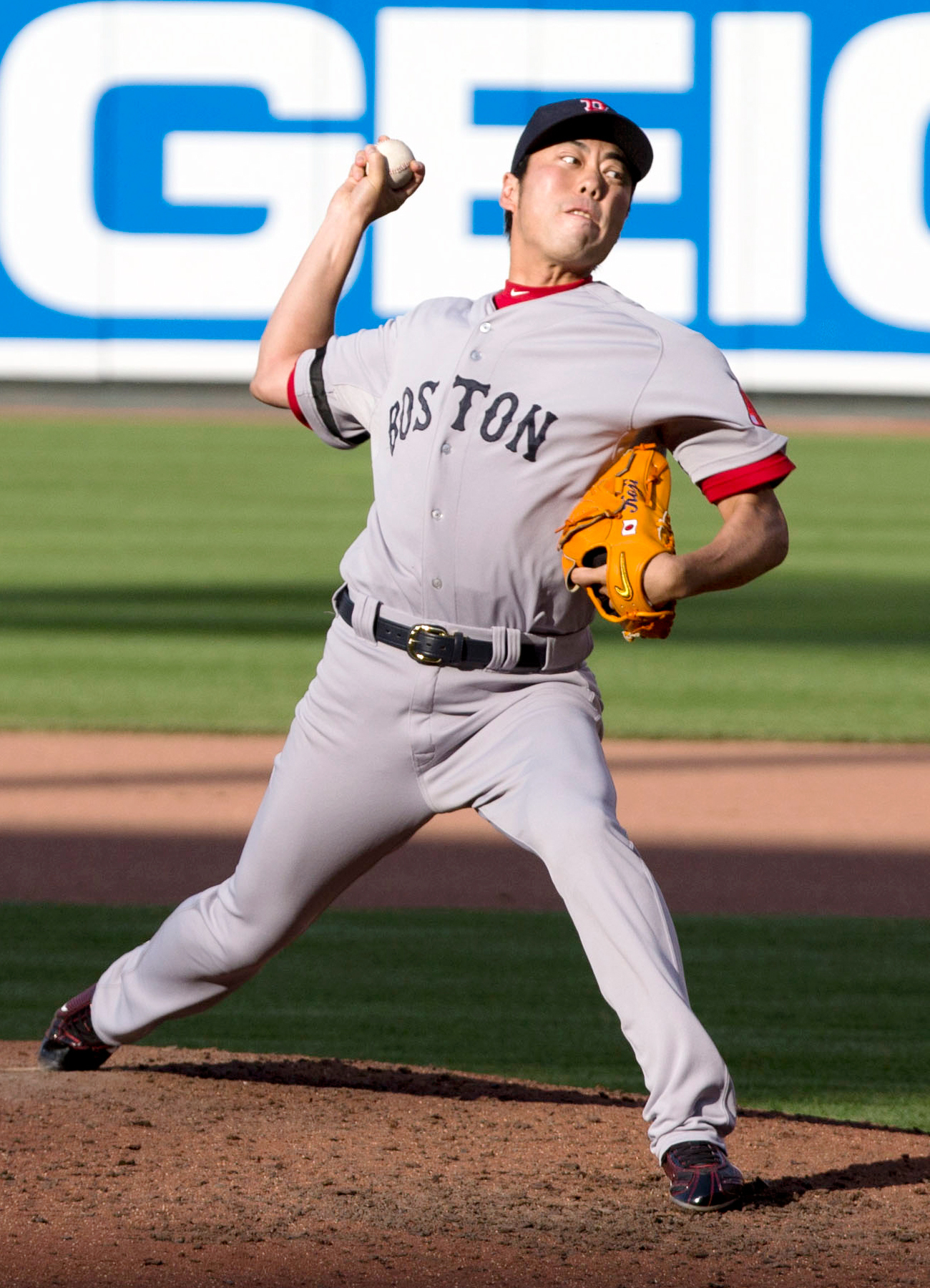
Koji Uehara, des Red Sox de Boston, est le joueur par excellence de la Série de championnat 2013 de la Ligue américaine.

La Série de championnat de la Ligue américaine de baseball 2013 est la 44e série finale de la Ligue américaine de baseball, dont l'issue a déterminé le représentant de cette ligue à la Série mondiale 2013, la grande finale des Ligues majeures de baseball. 
Cette série au meilleur de sept parties débute le samedi 12 octobre 2013 et se termine le samedi 19 octobre par une victoire des Red Sox de Boston, 4 matchs à 2, sur les Tigers de Détroit.

## Équipes en présence
Après avoir connu en 2012 leur pire saison depuis 1965, les Red Sox de Boston se hissent au sommet de la Ligue américaine et de sa division Est en 2013 avec une campagne de 97 victoires contre 65 défaites. C'est la meilleure fiche du baseball majeur, à égalité avec les Cardinals de Saint-Louis de la Ligue nationale. Les Sox remportent le championnat de section par 6 matchs sur les Rays de Tampa Bay et, avec 28 gains de plus que l'année précédente, améliorent leur fiche par la plus importante marge depuis les 33 victoires supplémentaires enregistrées de 1945 à 1946, où ils étaient passés d'une année de 71 victoires à une de 104. Passant de la dernière à la première place de la division Est, les Red Sox réalisent leur meilleure saison depuis 2004, gagnent un premier titre de section depuis 2007 et obtiennent une première qualification en séries éliminatoires depuis 2009. En Séries de divisions 2013 de la Ligue américaine, les Red Sox éliminent les Rays de Tampa Bay avec trois victoires, contre une pour leurs rivaux. Boston accède à la Série de championnat pour la première fois depuis 2008.
Les Tigers de Détroit savourent leur troisième titre de la division Centrale en trois ans. Ils enregistrent 5 victoires de plus qu'en 2012 et terminent le calendrier régulier avec une fiche victoires-défaites de 93-69, un gain de plus que leurs plus proches poursuivants, les Indians de Cleveland. C'est la première fois que les Tigers remportent trois titres de section consécutifs et jouent trois automnes de suite en éliminatoires depuis les années 1907 à 1909. Ils amorcent ces éliminatoires en tant que champions en titre de la Ligue américaine, ayant perdu la Série mondiale 2012 devant San Francisco. Le meilleur joueur des Tigers et champion frappeur de la Ligue américaine, Miguel Cabrera, est dans l'effectif de son équipe malgré des blessures qui l'ont forcé à rater quelques matchs au cours d'un mois de septembre difficile. Opposés aux Athletics d'Oakland pour une seconde fois en deux ans dans la Série de divisions, les Tigers ont, comme l'année précédente, le dessus 3 victoires à 2 sur leurs adversaires. Les Tigers jouent en Série de championnat pour la 3e année de suite et entreprennent contre Boston la défense de leur titre de la Ligue américaine.
Les Red Sox et les Tigers s'affrontent pour la première fois en séries éliminatoires. Durant la saison régulière 2013, les deux clubs se sont affrontés à 7 reprises, Détroit gagnant 4 de ces duels.

## Déroulement de la série

### Calendrier des rencontres
La première équipe à remporter quatre victoires est sacrée championne de la Ligue américaine et la représente en Série mondiale 2013. 
| Match | Date       | Visiteur          | Hôte              | Score |
| ----- | ---------- | ----------------- | ----------------- | ----- |
| 1     | 12 octobre | Tigers de Détroit | Red Sox de Boston | 1 - 0 |
| 2     | 13 octobre | Tigers de Détroit | Red Sox de Boston | 5 - 6 |
| 3     | 15 octobre | Red Sox de Boston | Tigers de Détroit | 1 - 0 |
| 4     | 16 octobre | Red Sox de Boston | Tigers de Détroit | 3 - 7 |
| 5     | 17 octobre | Red Sox de Boston | Tigers de Détroit | 4 - 3 |
| 6     | 19 octobre | Tigers de Détroit | Red Sox de Boston | 2 - 5 |

### Match 1
Samedi 12 octobre 2013 au Fenway Park, Boston, Massachusetts.
| Tigers de Détroit | 0 | 0 | 0 | 0 | 0 | 1 | 0 | 0 | 0 | 1 | 9 | 0 |
| Red Sox de Boston | 0 | 0 | 0 | 0 | 0 | 0 | 0 | 0 | 0 | 0 | 1 | 1 |
| Lanceurs partants : DET : Aníbal Sánchez BOS : Jon Lester Vic. : Aníbal Sánchez (1-0) Déf. : Jon Lester (0-1) Sauv. : Joaquín Benoit (1) |   |   |   |   |   |   |   |   |   |   |   |   |

Dans une victoire de 1-0, les lanceurs des Tigers frôlent le match sans point ni coup sûr combiné, ce qui aurait été une première dans l'histoire. Le seul point de la partie est marqué en 6e manche lorsque Miguel Cabrera soutire un but-sur-balles, que Prince Fielder est atteint par un lancer de Jon Lester et que le premier est poussé au marbre par un simple de Jhonny Peralta.

#### Records et performances notables
Dès la première manche, le partant des Tigers, Aníbal Sánchez, écrit une page d'histoire en devenant le deuxième lanceur et le premier depuis Orval Overall en Série mondiale 1908 à réussir 4 retraits sur des prises en une seule manche,. Une balle passée commise par son receveur Alex Avila donne à Sánchez l'opportunité de réussir 4 retraits sur des prises en une seule manche en vertu de la règle de la troisième prise non attrapée. Sánchez lance 6 manches sans accorder de point ou de coup sûr aux Red Sox, mais il est retiré du match après avoir rempli les buts sur 3 buts-sur-balles en 6e manche et effectué 116 lancers au total. 
Sánchez, Al Alburquerque, José Veras et Drew Smyly se succèdent au monticule pour Détroit sans accorder de coup sûr aux Red Sox, avant que Daniel Nava en frappe un après un retrait en fin de 9e manche contre Joaquín Benoit. Outre le match parfait réussi en Série mondiale 1956 par Don Larsen et le match sans coup sûr lancé par Roy Halladay dans les éliminatoires de 2010, il s'agit de la seconde plus longue performance sans coup sûr réussie en partie d'après-saison après les 8 manches et deux tiers sans coup sûr de Bill Bevens pour les Yankees de New York dans la Série mondiale 1947. C'est la première fois qu'une équipe est tenue à un coup sûr ou moins dans un premier match de Série de championnat de la Ligue américaine ou nationale.
Avec un total de 17 retraits sur des prises contre les frappeurs des Red Sox, les lanceurs des Tigers établissent un nouveau record des Séries de championnat et égalent un record des séries éliminatoires en rééditant les performances des Cardinals de Saint-Louis (Série mondiale 1968 contre Détroit) et des Padres de San Diego (dans une Série de divisions de 1998 contre Houston).
Le match dure 3 heures et 56 minutes, ce qui est le match de 1-0 le plus long de l'histoire des éliminatoires, éclipsant la marque de 3 heures 23 minutes établie le 5 octobre précédant dans la victoire de 1-0 d'Oakland sur les Tigers dans le second affrontement de la Série de divisions ayant précédé cet affrontement Boston-Détroit. Plus tôt dans la journée, les Cardinals de Saint-Louis avaient défait les Dodgers de Los Angeles dans le 2e match de la Série de championnat de la Ligue nationale, faisant de cette journée du 12 octobre 2013 la première où deux matchs de séries éliminatoires se terminent par un score de 1-0.

### Match 2
Dimanche 13 octobre 2013 au Fenway Park, Boston, Massachusetts.
| Tigers de Détroit | 0 | 1 | 0 | 0 | 0 | 4 | 0 | 0 | 0 | 5 | 8 | 1 |
| Red Sox de Boston | 0 | 0 | 0 | 0 | 0 | 1 | 0 | 4 | 1 | 6 | 7 | 1 |
| Lanceurs partants : DET : Max Scherzer BOS : Clay Buchholz Vic. : Koji Uehara (1-0) Déf. : Rick Porcello (0-1) HRs : DET : Miguel Cabrera (1), Alex Avila (1) BOS : David Ortiz (1) |   |   |   |   |   |   |   |   |   |   |   |   |

Tirant de l'arrière 0-5, les Red Sox effectuent un ralliement de la dernière heure pour égaler la série et triompher des Tigers, 6-5. Détroit devient non seulement la première équipe à n'accorder aucun coup sûr à son adversaire dans les 5 premières manches de deux matchs éliminatoires de suite, mais aussi la première à réaliser l'exploit dans 3 parties éliminatoires consécutives, en incluant la dernière rencontre de la Série de division contre Oakland. Mais le vent tourne lorsque les lanceurs de relève des Tigers gâchent la performance du lanceur partant Max Scherzer et que les Red Sox arrachent une victoire.
Après avoir marqué leur premier point du match en 2e manche sur un simple d'Alex Avila, les Tigers malmènent le partant adverse Clay Buchholz et le chassent du match en 6e. Miguel Cabrera cogne un circuit en solo par-dessus le Monstre vert du Fenway Park pour faire 2-0. Prince Fielder et Víctor Martínez enchaînent avec des doubles consécutifs et c'est 3-0. Puis Avila frappe à son tour un circuit, ajoutant deux points au total des Tigers. Pendant la majeure partie de la rencontre, rien ne va pour Boston : Max Scherzer, lanceur partant pour Détroit, atteint un spectaculaire total de 13 retraits sur des prises en seulement 7 manches. C'est un de moins que le record de franchise en éliminatoires, établi par Joe Coleman contre Oakland en 1972,,. Les 7 premiers retraits au bâton de Scherzer égalent le record de Bob Gibson en Série mondiale 1968 pour le plus grand nombre dans les 3 premières manches d'un match éliminatoire,. Shane Victorino met fin aux 5 manches et deux tiers sans coup sûr du droitier des Tigers en obtenant un simple en fin de 6e. Il est poussé au marbre par le double de Dustin Pedroia. Les Red Sox, qui sont devenus le premier club de l'histoire à être incapable de frapper un coup sûr au cours des 5 premières manches de deux matchs éliminatoires consécutifs, marquent leur premier point de la série. 
Avec les Tigers en avant 5-1, les Red Sox profitent de la sortie de Scherzer et surtout des largesses des releveurs adverses : José Veras remplace le partant en fin de 8e manche et après un premier retrait donne un double à Will Middlebrooks. Drew Smyly n'affronte ensuite qu'un frappeur, Jacoby Ellsbury, qui lui soutire un but-sur-balles. Puis après un autre retrait, Al Albuquerque laisse Dustin Pedroia récolter un coup sûr à l'avant-champ. Les buts sont remplis et Jim Leyland fait appel à un 4e releveur dans la même manche. Celui-ci, Joaquín Benoit, est victime du grand chelem de David Ortiz qui, d'un seul élan, crée l'égalité 5-5. Sur le jeu, le voltigeur des Tigers, Torii Hunter, bascule par-dessus la clôture du champ droit, atterrit violemment dans l'enclos de relève des Red Sox et semble blessé, mais il se relève et reprend sa place. Tandis que Koji Uehara se débarrasse rapidement des Tigers en début de 9e, les déboires des releveurs du Détroit se poursuivent à la demi-manche suivante. Rick Porcello, 6e lanceur utilisé par son club, ne retire en effet personne. Jonny Gomes frappe un coup sûr à l'avant-champ et se rend au deuxième but sur l'erreur de l'arrêt-court José Iglesias, qui tente l'impossible mais dirige vers le premier but un relais qui n'est pas capté par Prince Fielder. Gomes avance au troisième coussin sur un mauvais lancer de Porcello et marque le point de la victoire sur un coup sûr de Jarrod Saltalamacchia.

### Match 3
Mardi 15 octobre 2013 au Comerica Park, Détroit, Michigan.
| Red Sox de Boston | 0 | 0 | 0 | 0 | 0 | 0 | 1 | 0 | 0 | 1 | 4 | 0 |
| Tigers de Détroit | 0 | 0 | 0 | 0 | 0 | 0 | 0 | 0 | 0 | 0 | 6 | 1 |
| Lanceurs partants : BOS : John Lackey DET : Justin Verlander Vic. : John Lackey (1-0) Déf. : Justin Verlander (0-1) Sauv. : Koji Uehara (1) HRs : BOS : Mike Napoli (1) |   |   |   |   |   |   |   |   |   |   |   |   |

Les Red Sox mettent fin à la séquence de 30 manches consécutives sans accorder de point de Justin Verlander lorsque Mike Napoli frappe un circuit en solo après un retrait à la 7e manche. C'est le seul point dans cette victoire de 1-0 de Boston. Avant ce circuit, Napoli était 0 en 6 avec 6 retraits sur des prises et un but-sur-balles dans cette série et 2 en 19 avec 10 retraits sur des prises en éliminatoires 2013. De son côté, Verlander n'avait pas accordé de point en 21 manches éliminatoires en 2013, et aucun depuis le 18 septembre précédent en incluant les dernières rencontres de saison régulière. En 2e et 3e manches, le droitier des Tigers égale un record de l'histoire des éliminatoires en retirant sur des prises 6 adversaires de suite : Napoli, Jarrod Saltalamacchia, Jonny Gomes, Stephen Drew, Will Middlebrooks et Jacoby Ellsbury. Il réédite une performance en éliminatoires précédemment réalisée par Hod Eller (Reds, Série mondiale 1919), Moe Drabowsky (Orioles, Série mondiale 1966), Todd Worrell (Cardinals, Série mondiale 1985), Mike Hampton (Braves, Série de divisions 2003) et Homer Bailey (Reds, Série de divisions 2012).
En retard d'un point, les Tigers sortent le partant des Red Sox du match en 7e mais sont incapables de marquer. John Lackey, le lanceur gagnant, n'accorde que 4 coups sûrs, aucun but-sur-balles, et enregistre 8 retraits sur des prises en 6 manches et deux tiers lancées. Détroit menace en 8e avec deux coureurs aux extrémités du losange et un seul retrait, mais le lanceur de relève Junichi Tazawa retire Miguel Cabrera sur des prises, puis Koji Uehara fait de même avec Prince Fielder. Uehara accorde un simple à Víctor Martínez pour amorcer la seconde moitié de la 9e manche, mais il force Jhonny Peralta à se commettre dans un double jeu et évince Alex Avila sur des prises pour compléter le sauvetage. Le lanceur perdant est Verlander, malgré une autre performance de 10 retraits au bâton et seulement un point accordé sur 4 coups sûrs en 8 manches de travail. Miguel Cabrera, quant à lui, voit prendre fin sa séquence record, amorcée le 30 septembre 2011, de 31 parties éliminatoires consécutives avec au moins une présence sur les buts.
Le match est interrompu 17 minutes en milieu de 2e manche après une panne d'électricité au Comerica Park.

### Match 4
Mercredi 16 octobre 2013 au Comerica Park, Détroit, Michigan.
| Red Sox de Boston                                                                                       | 0 | 0 | 0 | 0 | 0 | 1 | 1 | 0 | 1 | 3 | 12 | 0 |
| Tigers de Détroit                                                                                       | 0 | 5 | 0 | 2 | 0 | 0 | 0 | 0 | X | 7 | 9  | 0 |
| Lanceurs partants : BOS : Jake Peavy DET : Doug Fister Vic. : Doug Fister (1-0) Déf. : Jake Peavy (0-1) |   |   |   |   |   |   |   |   |   |   |    |   |

Jim Leyland remanie son ordre des frappeurs pour ce match. Miguel Cabrera et Prince Fielder remontent d'un rang pour maintenant frapper 2e et 3e, respectivement, alors que le frappeur numéro 1 du rôle offensif, Austin Jackson, décevant dans cette série, se rend 4 fois sur les buts en frappant au 8e rang. Détroit marque 5 points en 2e manche pour rapidement mettre le match hors de portée des Red Sox. Le partant pour Boston, Jake Peavy, accorde le premier point en donnant un but-sur-balles à Jackson avec les buts remplis. Un retrait à l'avant-champ de José Iglesias donne un second point, Torii Hunter fait marquer deux coéquipiers avec un double et un simple de Cabrera fait 5-0. Des coups sûrs de Jackson et Cabrera en 4e reprise placent Détroit en avant 7-0 et les Tigers égalent la série avec un triomphe par la marque de 7-3.

### Match 5
Jeudi 17 octobre 2013 au Comerica Park, Détroit, Michigan.
| Red Sox de Boston | 0 | 3 | 1 | 0 | 0 | 0 | 0 | 0 | 0 | 4 | 10 | 0 |
| Tigers de Détroit | 0 | 0 | 0 | 0 | 1 | 1 | 1 | 0 | 0 | 3 | 10 | 1 |
| Lanceurs partants : BOS : Jon Lester DET : Aníbal Sánchez Vic. : Jon Lester (1-1) Déf. : Aníbal Sánchez (1-1) Sauv. : Koji Uehara (2) HRs : BOS : Mike Napoli (2) |   |   |   |   |   |   |   |   |   |   |    |   |

Les Red Sox enlèvent un 2e match sur 3 à Détroit en triomphant 4-3. Ils percent le mystère qu'avait pour eux représenté le lanceur Aníbal Sánchez en obtenant dès la manche initiale leur premier coup sûr de la série contre le droitier des Tigers, puis en ouvrant la marque en début de 2e manche sur le second circuit de la série de Mike Napoli, un coup en solo. Dans la même manche, un double de David Ross et un simple de Jacoby Ellsbury donnent une avance de 3-0 à Boston. À la manche suivante, Napoli réussit un double pour le 2e de ses 3 coups sûrs du match, puis marque sur un mauvais lancer de Sánchez. Les Tigers grignotent l'avance en inscrivant des points en 5e, 6e et 7e manches, deux produits par Miguel Cabrera et l'autre par Brayan Peña, et ramènent le score à 4-3. En revanche, Cabrera, jouant toujours en dépit de blessures, est retiré au marbre dans une 1re manche sans point des Tigers et son erreur en défensive au troisième but en 2e reprise coûte à son lanceur un point non mérité. Les Red Sox sont aussi retirés sur un jeu au marbre en 2e manche lorsque Alex Avila, le receveur qui sera plus tard retiré du match sur blessure, garde la balle lors d'une collision avec le coureur David Ross. Détroit est incapable de créer l'égalité et Koji Uehara s'amène en relève pour enregistrer 5 retraits et le sauvetage.

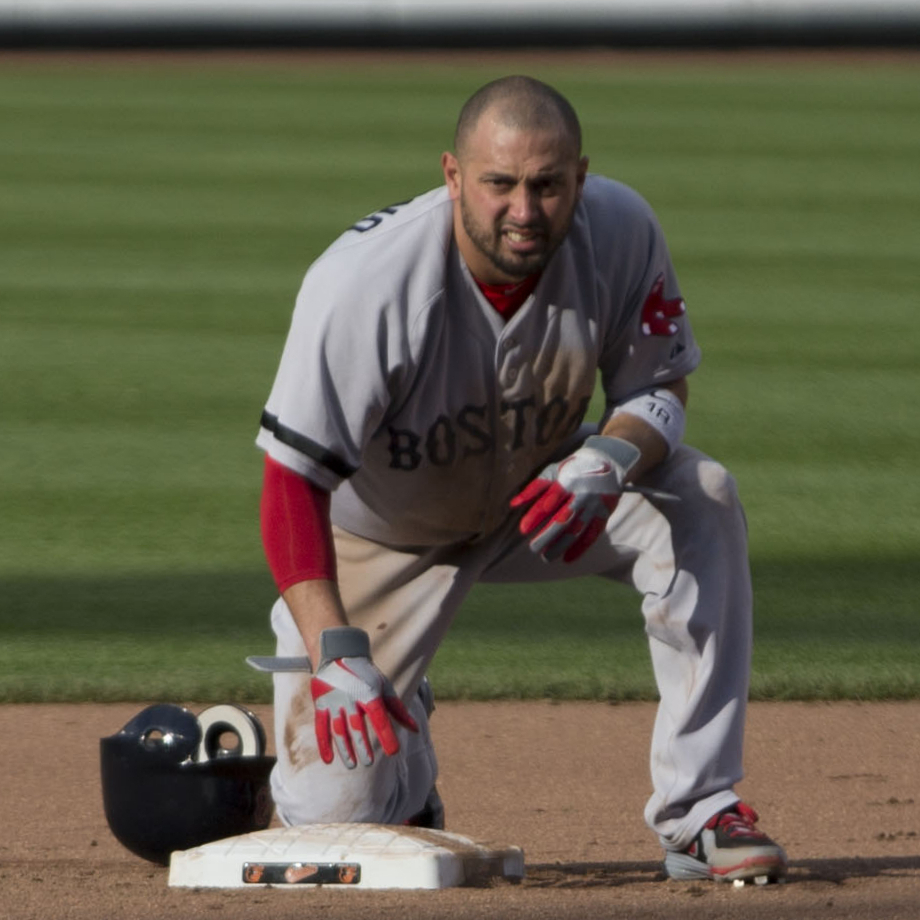
Shane Victorino est le 2e joueur de l'histoire avec deux grands chelems en matchs éliminatoires.

### Match 6
Samedi 19 octobre 2013 au Fenway Park, Boston, Massachusetts.
| Tigers de Détroit | 0 | 0 | 0 | 0 | 0 | 2 | 0 | 0 | 0 | 2 | 8 | 1 |
| Red Sox de Boston | 0 | 0 | 0 | 0 | 1 | 0 | 4 | 0 | 0 | 5 | 5 | 1 |
| Lanceurs partants : DET : Max Scherzer BOS : Clay Buchholz Vic. : Junichi Tazawa (1-0) Déf. : Max Scherzer (0-1) Sauv. : Koji Uehara (3) HRs: BOS : Shane Victorino (1) |   |   |   |   |   |   |   |   |   |   |   |   |

Shane Victorino des Red Sox de Boston passe à l'histoire en devenant l'un des deux joueurs de l'histoire à frapper plus d'un grand chelem en séries éliminatoires. Son circuit aux dépens de José Veras passe par-dessus le « Monstre vert » du Fenway Park en 7e manche et aux Red Sox, qui tiraient alors de l'arrière 2-1, une victoire de 5-2. Victorino avait frappé un grand chelem pour son ancien club, les Phillies de Philadelphie, dans le 2e match de la Série de divisions 2008 de la Ligue nationale face aux Dodgers de Los Angeles. Il est le seul joueur avec deux grands chelems en éliminatoires outre Jim Thome des Indians de Cleveland, qui avait réussi la chose en Série de championnat 1998 de la Ligue américaine contre les Yankees de New York et en Série de divisions 1999 de la Ligue américaine contre Boston. Les Red Sox deviennent la première équipe à réussir deux circuits de 4 points après la 7e manche en éliminatoires la même année.

## Joueur par excellence
Le lanceur de relève des Red Sox de Boston, Koji Uehara, est nommé joueur par excellence de la Série de championnat 2013 de la Ligue américaine. Le joueur de 38 ans, qui avait obtenu le poste de stoppeur des Red Sox en début d'année 2013 qu'en raison de la blessure qui met Joel Hanrahan à l'écart du jeu, ne comptait que 14 sauvetages en Ligue majeure avant le début de cette saison. Il protège 3 des 4 victoires de Boston dans la série contre les Tigers et est aussi le lanceur gagnant du 2e match. Il apparaît dans 5 des rencontres de la série et n'accorde aucun point sur 4 coups sûrs en 6 manches lancées, sans donner de but-sur-balles et retirant sur des prises 9 des 21 frappeurs qu'il affronte au total. Uehara est le premier Asiatique et le premier Japonais nommé joueur par excellence d'une Série de championnat et le second à décrocher l'honneur du joueur par excellence d'une série éliminatoire après son compatriote Hideki Matsui, le joueur par excellence de la Série mondiale 2009.